# Erigone uintana
Erigone uintana är en spindelart som beskrevs av Chamberlin och Ivie 1935. Erigone uintana ingår i släktet Erigone och familjen täckvävarspindlar. Inga underarter finns listade i Catalogue of Life.